# Eerste Groninger Voorlees- en Vertelsalon

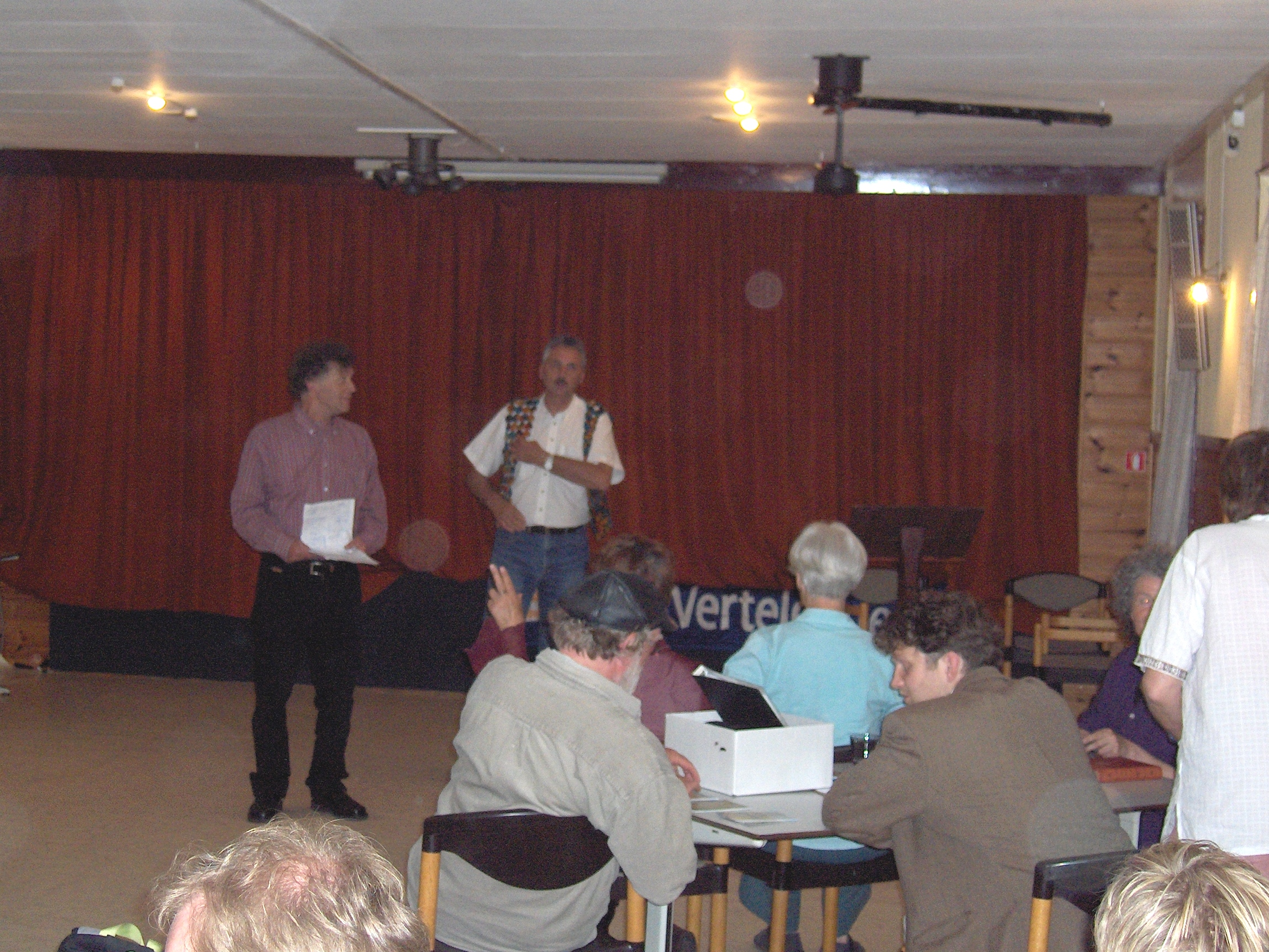
sprookjesverteller tijdens de salon van 25 mei 2007

De Eerste Groninger Voorlees- en Vertelsalon (meestal kort Vertelsalon genoemd) was een open podium voor schrijvers, dichters, verhalenvertellers en muzikanten.
De eerste salon werd gehouden op 12 februari 1989 op initiatief van Francien Braaksma in café Vaatstra in Zuidwolde. De salon was een uitvloeisel van een literaire en muzikale middag en avond, onder de naam Maarts Concert, gehouden in 1987, als alternatief voor het vieren van de verjaardagen van Francien en haar broer Jankees Braaksma, gehouden in de Hervormde kerk en in het café van Zuidwolde. Het hoogtepunt was het voorlezen vanaf de kansel van 'een vergeten hoofdstuk uit het Oude Testament' door Belcampo, die onaangekondigd optrad.
Na Francien Braaksma's verhuizing naar Stedum in 2002 wordt de salon in het dorpscafé 't Oude Raedthuys in dat dorp gehouden.  Er werden per jaar 5 salons gehouden. Het bezoekersaantal varieerde van 8 (de allereerste keer) tot in de 40.
Tijdens de salon stond het eenieder vrij iets te vertellen of voor te lezen, te zingen of een instrument te bespelen, of dat nu eigen werk was of iets van een ander, of het een verhaal is of een gedicht, of het in het Nederlands, Gronings is of in een andere taal of streektaal. Iedere bezoeker kon eigen werk verkopen; tweedehands boeken werden meestal weggegeven. De toegang was altijd gratis.
De avonden werden tot 2005 gepresenteerd door Francien Braaksma, die daarna werd opgevolgd door Eldert Ameling. Vanaf 2012 was de presentatie in handen van Paul M. Borggreve. Na het overlijden van de eigenaar van het café eind 2013 is de salon niet meer georganiseerd, wegens het ontbreken van een locatie.